# Überschwemmungen auf Kyūshū 2020
Die Überschwemmungen auf Kyūshū im Jahr 2020 dauerten vom 3. bis 15. Juli. Die Überschwemmungen forderten insgesamt 82 Menschenleben und richteten einen enormen Schaden an. Die Kosten wurden auf 8,5 Milliarden US-Dollar geschätzt, womit es sich um die weltweit fünftteuerste Wetterkatastrophe des Jahres 2020 handelte.
Mehrere Orte in der Präfektur Kumamoto verzeichneten am 4. Juli Niederschläge von mehr als 410 mm innerhalb von 24 Stunden. In Amakusa fielen pro Stunde 98 mm Regen und 86,5 mm in Ashikita. Auch die darauffolgenden Tage hielt der starke Regen an, so regnete es am 6. Juli beispielsweise in Hioki 98,5 mm Niederschlag innerhalb einer Stunde. Große Gebiete der Stadt Hitoyoshi in Kumamoto wurden überschwemmt.

Häuser, die am 4. Juli 2020 vom Fluss Kuma überflutet wurden
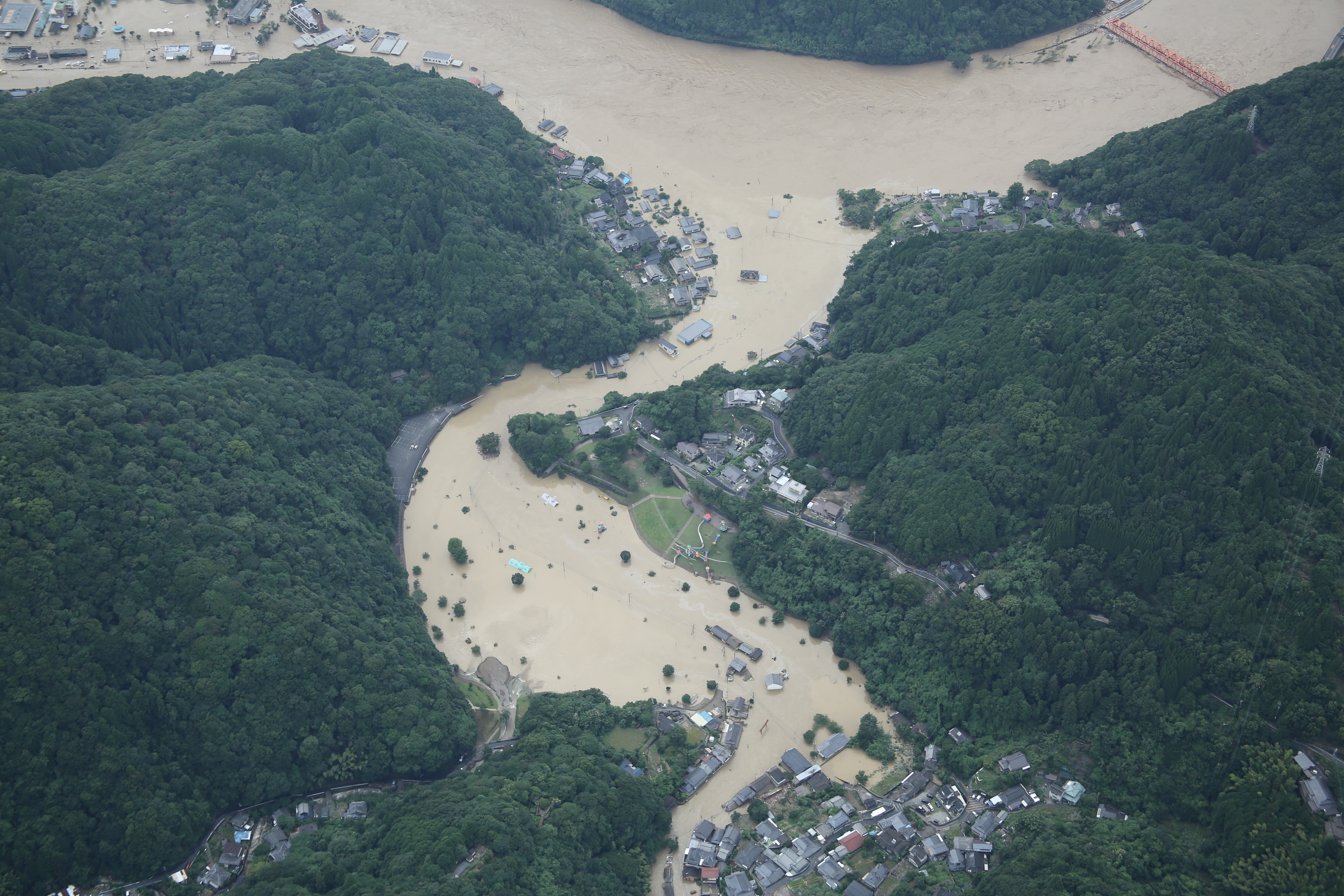
Weitere überflutete Häuser
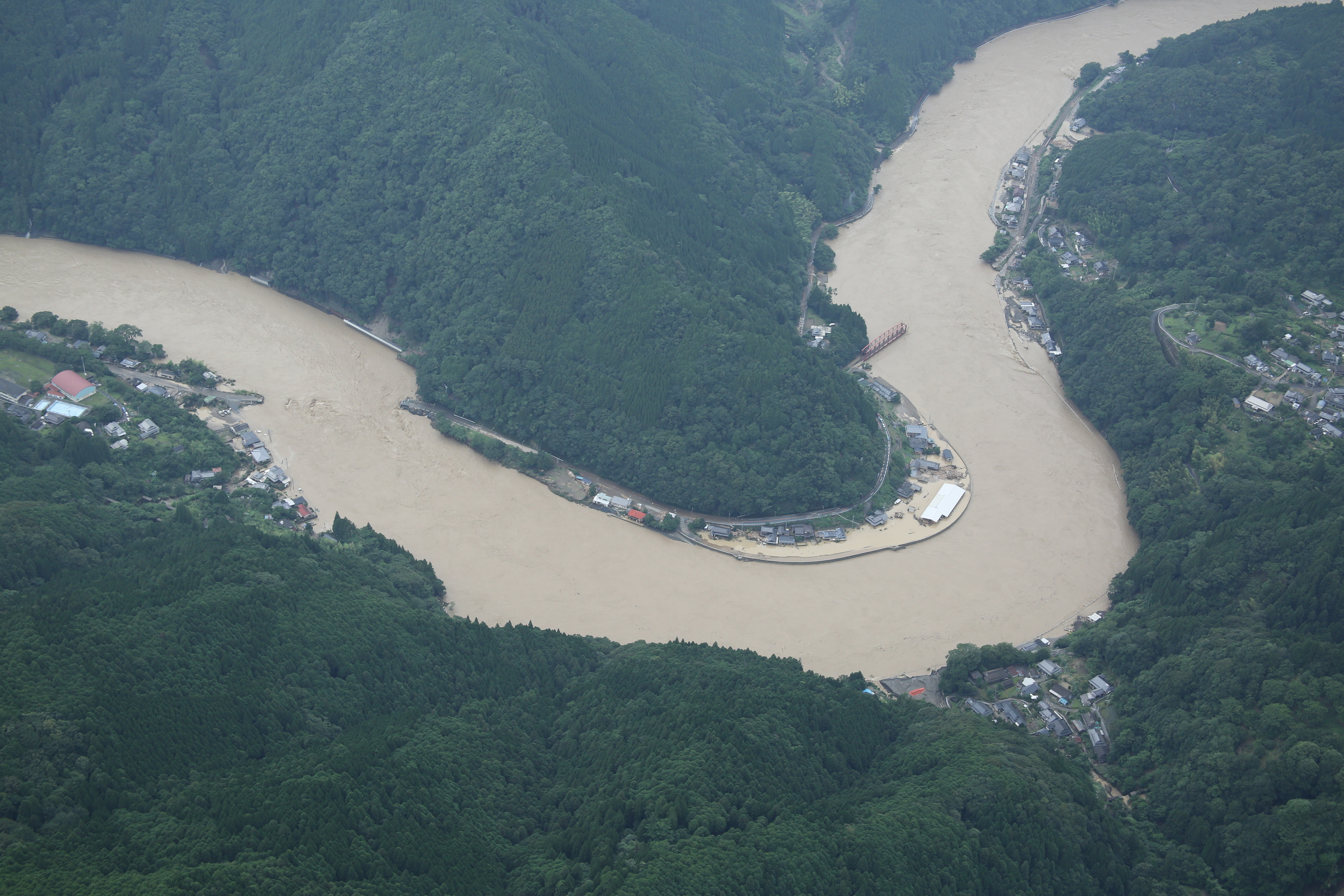
Die Kamase-Brücke (links) und die Kumagawa-Eisenbahnbrücke Nr. 1 (rechts) wurden weggespült